# Bushra Rozza
Bushra Rozza ( em árabe: بشرى رزة  ; conhecida profissionalmente como Bushra ; nascida em 5 de outubro de 1981), é uma atriz e cantora egípcia. Ela ganhou o prêmio de Melhor Atriz no Festival Internacional de Cinema de Dubai por seu papel em 678 .

## Início de vida
Bushra nasceu em Cambridge, Inglaterra, filho do escritor egípcio Ahmed Abdalla Rozza, e de uma mãe que trabalhava como consultora de desenvolvimento humano, preocupada com os direitos das mulheres. Bushra veio para o Cairo, Egito, quando ela tinha 10 anos.

## Carreira
Ela começou sua carreira como radialista na televisão por satélite e depois passou a atuar em 2002. Seu primeiro papel foi no seriado Shabab Online (Youth Online) . Ela então trabalhou em uma variedade de papéis em produções de comédia e drama. Ela ganhou um prêmio inicial por seu filme de 2004 Alexandria. . . Nova york , dirigido por Youssef Chahine . Ela lançou álbuns musicais, incluindo Makanak (Your Place) e Ehki (Talk), e também o videoclipe Cobra, que criticou o ator Mohamed Ramadan.
Ela também é a fundadora do ElGouna Film Festival, um festival que foi criado para promover a interação cultural. Sobre a questão do assédio sexual, ela disse: "Os políticos sozinhos não criam mudanças. Já é hora de nós, atores e cineastas, também participarmos."

## Vida pessoal
Ela se casou com um engenheiro e empresário sírio, Amr Raslan, de 2010 a 2015, com quem tem dois filhos.

## Idade
Várias fontes afirmaram que ela nasceu em 1976, mas mais tarde ela mencionou que ela nasceu na década de 1980. Sua conta oficial no Facebook declarou 5 de outubro como data de nascimento, e uma fonte relatou 1981.

## Filmografia selecionada

### Filmes
- Alexandria. . . Nova york (2004)
- 678 (2010)
- Senhor Senhora. Ewis (2012)

### série de TV
- Hidden Worlds (2018)

## Discografia
- Tabat & Nabat (2005)
- Cobra (2018)